# 目黒麻生子
目黒 麻生子（めぐろ まいこ、1986年 - ）は、日本の経産官僚、国際法学者。OECDに設立された「信頼性ある自由なデータ流通（DFFT）」初代事務局長。

## 来歴
神奈川県生まれ。東京大学大学院総合文化研究科・教養学部（修士）、アムステルダム大学（博士）。2010年（平成22年）、経済産業省に入省（I種採用）。
2018年 欧州委員会 通信ネットワーク・コンテンツ・技術総局 法務官。
2022年 経済産業省 商務情報政策局国際室長。入省12年目での管理職登用（抜擢）で、翌年のG7議長年におけるデジタル技術閣僚会合の交渉を担当。データの国際流通に係る新組織の設立を推進。
2023年 デジタル庁 国際戦略データガバナンス・多国間交渉担当企画官。
2025年「信頼性ある自由なデータ流通（DFFT）」に向けた国際メカニズム（Institutional Arrangement for Partnership）事務局長 就任。

## 著作

### 論文
- 「信頼性ある自由なデータ流通（DFFT）が目指すもの――国際データガバナンスに向けた序論」法律時報1212号（2025年）[6]
- 「人間によるコントロール」の理論的基礎と実践への反映」日本ロボット学会誌 41巻１号（2023年）
- 「赦免の制度と国際刑事法の相克――法の支配と平和構築に関する序論的考察」法律時報93巻7号（2021年）[7]
- 'Litigating Climate Change through International Law: Obligations Strategy and Rights Strategy' (2020) Leiden Journal of International Law 33(4)[8]
- 'State of the Netherlands v. Urgenda Foundation' (2020) American Journal of International Law 114(4)[9]
- 「国際法・法源論再構築の陷穽――思考実験としての『集合体国家（Aggregated State）』理論」世界法年報39巻（2020年）[10]

### 共著（章）
- Isil Aral and Jean d'Aspremont (Eds.), International Law and Universality (Oxford University Press 2024)
- Kostiantyn Gorobets, Andreas Hadjigeorgiou and Pauline Westerman(Eds.), Conceptual (Re)Constructions of International Law (Edward Elgar Publishing 2022)
- Rossanna Deplano and Nicholas Tsagourias (Eds.), RESEARCH METHODS IN INTERNATIONAL LAW: A HANDBOOK (Edward Elgar Publishing 2021)
- Jean d'Aspremont and Sufyan Droubi (eds), Melland Schill Perspectives on International Law (Manchester University Press, 2018)

### 講演録、座談会、インタビュー等
- 日経BP 日本が発案しリードする「データセキュリティ」発案者と推進者に聞く背景と可能性 [11]
- デジタル庁 　国境を越えたデータ流通 DFFT｜IAP [12]
- 京都大学 シンポジウム「法の支配のデジタル化 ～Agile Governance, Data Free Flow with Trust, Value of Statistical Life, Regulatory Sandbox～」
- 米国 戦略国際問題研究所（Center for Strategic and International Studies: CSIS）シンポジウム[13] “Operationalizing Data Free Flow with Trust (DFFT)”
- アジア国際法学会 (Asian Society of International Law)  Dialogue on AI -“We, the Robots” (サイモン・チェスターマン シンガポール国立大学法学部長との対話)[14]